# Himlar och rymder
Himlar och rymder är en psalm med text från ett engelskspråkigt land. Texten översattes till svenska 1973 av Jan Arvid Hellström med titeln Hej himlarymder. 1977 översattes texten till svenska igen av Sigbert Axelson med titeln Himlar och rymder. Texterna bygger på Psaltaren 148. Melodin till dessa bägge psalmtexter är densamma och komponerad av Nick Hodgson. Koralsatsen i Herren Lever 1977 är skriven av Ingemar Braennstroem.
Texten är upphovsrättsligt skyddad.

## Publicerad i
- Herren Lever 1977 som nummer 805 (Axelsons och Hellströms text) under rubriken "Lovsånger".[2]
- Cantarellen 1984 som nummer 41.
- Psalmer och Sånger 1987 som nummer 332 (Axelsons text) under rubriken "Lovsång och Tillbedjan".[1]
- Psalmer och Sånger 1987 som nummer 333 (Hellströms text) under rubriken "Lovsång och Tillbedjan".[1]
- Verbums psalmbokstillägg 2003 som nummer 706 under rubriken "Lovsång och tillbedjan"